# Drapeau et armoiries du canton d'Argovie
Le drapeau et les armoiries argoviennes sont des emblèmes officiels du canton d'Argovie.

## Histoire

Ancien drapeau d'Argovie (1803-1930).

Le drapeau argovien a été adopté en 1803, peu après l'Acte de Médiation. Dessiné par Samuel Ringier, étudiant et membre de Zofingue, ce dernier présenta son drapeau le 20 avril 1803. Le document en question portait une couverture extrêmement bien réalisée, d'ailleurs aujourd'hui encore visible et archivée sur le site internet du canton. Le texte, traduit par Louis Mühlemann, est le suivant :

« 1. Les couleurs du canton sont le noir et le bleu clair.
2. Les armes consistent en un écu parti : au 1, de sable à la fasce ondée d'argent, au 2, d'azur aux trois étoiles du deuxième. En haut de l'écu la légende « Suisse confédérée », en bas « Canton d'Argovie », les deux lettre de sables sur un champ d'or.
3. Le sceau cantonal devra reproduire les armes décrites.
4. Les sceaux de la Chancellerie d'État, de la Cour d'appel et des Tribunaux porteront cet insigne en remplaçant, toutefois, les inscriptions par « Canton d'Argovie » en haut, et par le nom de l'autorité concernée, en bas.
5. Le futur Petit Conseil prendra les dispositions nécessaires concernant les sceaux d'autres autorités que celles mentionnées.
6. Ces couleurs cantonales figureront sur tous les bâtiments publics et partout ailleurs où les couleurs d'État apparaissent par tradition. »
Le drapeau était quasiment identique au drapeau actuel à la différence près que les étoiles n'étaient pas disposées de la même façon, mais l'une sur l'autre avec l'étoile du milieu décalée légèrement vers la droite. Ce n'est que le 20 juin 1930 que la Chancellerie décidera de fixer la disposition des étoiles comme elles apparaissent encore aujourd'hui.

## Signification
Plusieurs sources,, donnent une interprétation identique aux couleurs et drapeau d'Argovie :

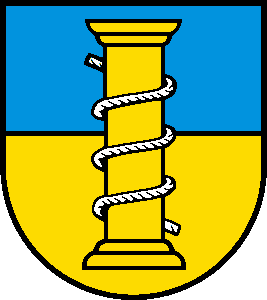
Anciennes armoiries des Freie Ämter

- Le noir représente la terre fertile de la vallée de l'Aar et la région de l'ancienne Basse-Argovie bernoise, faisant anciennement partie du Canton de Berne.
- Les deux petites vagues noires représentent les affluents de l'Aar, à savoir la Reuss et la Limmat[8].
- La rivière représente l'Aar (le nom « Argovie » venant du mot germanophone « Aar-gau » signifiant le Pays de l'Aar).
- Les trois étoiles représentent les nouveaux territoires associés à la Basse-Argovie pour former le nouveau canton, à savoir les anciens cantons de Baden, du Fricktal et une partie des Freie Ämter, anciens bailliages communs ayant existé jusqu'en 1798[9].
- Aucune explication n'est donnée pour le choix du bleu mais ce bleu pourrait provenir des armoiries des bailliages libres.

## Anciens drapeaux
Il est intéressant de relever l'information du site FOTW qui rapporte que la région connut deux autres drapeaux dont les tailles ne sont pas exactement connues et qui furent de facto des drapeaux civils voire des drapeaux gouvernementaux utilisés lors de la République helvétique pendant quelques jours en 1798 :

Drapeau de ? mars 1798 au 25 mars 1798
Drapeau du 26 mars 1798 au 12 avril 1798

L'histoire retiendra que, sans lien entre les deux régions, les mêmes drapeaux ont été utilisés par la Libye, le second entre 1969 et 1972, le premier entre 1977 et 2011.

## Descriptions

### Description vexillologique
La description vexillologique du drapeau argovien est « Parti: à la hampe noir à la fasce ondée blanche, dans la partie flottante bleu à trois étoiles blanches, 2.1 ».

### Description héraldique
La description héraldique des armoiries argoviennes est « Parti au I de sable à la rivière formée de trois fasces ondées d'argent, au 2 d'azur à trois étoiles du deuxième, 2.1 ».

## Autre représentation vexillologique et héraldique
Le drapeau est également décliné sous forme d'oriflamme, soit en queue de pie, soit en base plate. L'oriflamme des cantons reprenant le drapeau cantonal dans sa partie supérieure et les couleurs cantonales dans la partie inférieure est appelée un drapeau « complet ». 

Drapeau complet argovien

## Utilisation et mention
Le drapeau et les armoiries sont identiques. La fasce ondée est du côté de la hampe du drapeau, et sur les armoiries à la droite héraldique. Les étoiles sont pointées vers le haut.

Les armoiries se retrouvent sur les plaques d'immatriculation arrières de véhicules enregistrés dans le canton d'Argovie.

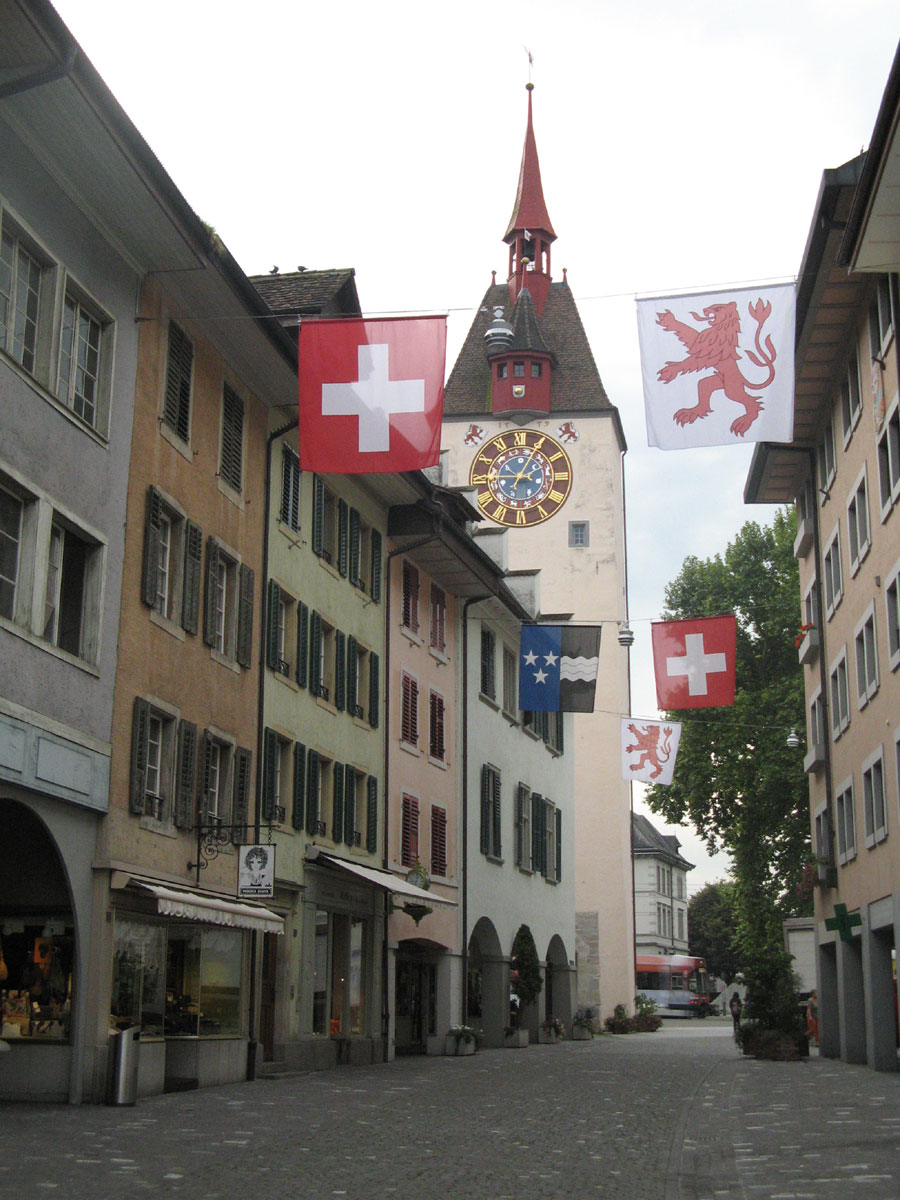
Le drapeau argovien pendu à Bremgarten.
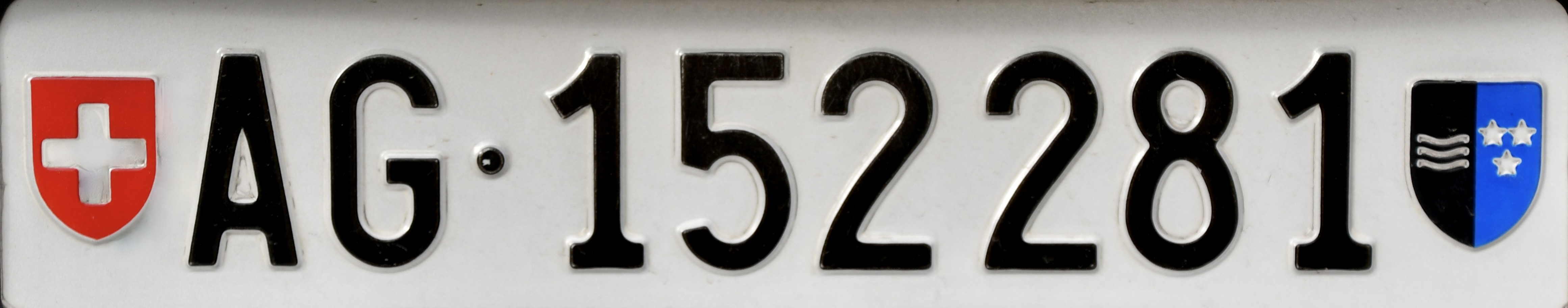
Plaque d’immatriculation arrière argovienne.